# کریستین (کشتی‌گیر حرفه‌ای)
ویلیام جیسن رسو (به انگلیسی: William Jason Reso) کشتی‌گیر حرفه‌ای و بازیگر است. او هم‌ اکنون در AEW فعالیت می‌کند.
افتخارات در WWE:
- ۲ بار قهرمانی کمربند سنگین‌ وزن جهان دبلیودبلیوئی
- ۲ بار قهرمانی کمربند (ECW)
- ۴ بار قهرمانی کمربند بین قاره‌ای دبلیودبلیوئی
- ۱ بار قهرمانی کمربند سبک وزن جهان دبلیودبلیوئی
- ۱ بار قهرمانی WWF European Championship
- ۱ بار قهرمانی کمربند هاردکُر
- ۹ بار قهرمانی تگ تیم جهان: ۷ بار با اج - یک بار با لنس استورم - یک بار با کریس جریکو
- ۱ بار قهرمانی کمربند impact
- ۱ بار قهرمانی کمربند هاردکور
- ۱ بار قهرمانی کمربند میان وزن
- ۱ بار قهرمانی کمربند یونایتد استیس
- ۱ بار قهرمانی کمربند ECWA
- ۲ بار قهرمانی کمربند TNT

## زندگی‌نامه
رسو در سال ۲۰۱۱ موفق‌شد ۳ بار قهرمان سنگین‌وزن جهان شود. او در سال ۲۰۰۶ در سازمان Impact Wrestling با نام «کریستین کیج» فعالیت داشت و از رقیبان او در سازمان می‌توان به مانستر ابیس و استینگ اشاره کرد. او در سال ۲۰۰۸ دوباره وارد دبلیودبلیوئی شد.
رسو و ادج یکی از رکورداران کمربند تگ تیم هستند که به یکی از قهرمانی های این دو میشه به رسلمنیا ۱۷ در مسابقه TLC(میز،نردبان،صندلی) دادلی بویز و هاردی بویز و ادج و کریسشن اشاره کرد که در این بازی رسو با گرفتن کمربند ها گروهش را پیروز این دیدار کرد. 
رسو قرار بود در «رسلمنیای ۲۸» در تیم جان لورنایتس باشد اما توسط «سی ام پانک» مصدوم شد. او بعد از برنده شدن در Battle Royal «کودی رودز» را انتخاب کرد و بعد از شکست او در «اور د لیمیت» قهرمان Intercontinental شد. سپس در «نو وی اوت ریمچ» را با «کودی رودز» برگزار کرد که آن بازی به برد او ختم شد. رسو کمربند را تا «راو ۱۰۰۰» در دست داشت تا این که آن را به میز باخت و در «راو ۱۰۰۱» هم بازی برگشت خود را برگزارکرد که به باخت او ختم شد. او در سال ۲۰۱۱ سه بار قهرمان کمربند سنگین‌وزن جهان شد. 
در ۲۰۱۴ مصدوم  و در رویال رامبل ۲۰۲۱ برگشت  سپس به کمپانی aew رفته و با شکست کنی اومگا قهرمان  جهانی impact  شد.
او همچنین در فیلم مبارز در قفس بازی کرده است.